# Ventanas de Tisquizoque
Ventanas de Tisquizoque es una cascada natural de tres caídas y cuevas naturales de Colombia, ubicada en la zona rural del municipio de Florián, departamento de Santander. Ubicada en la vereda Tisquizoque, a tres kilómetros de la cabecera municipal.
Su anterior abertura se ubica de frente al cabecera municipal, de la cual se desprende una cascada de tres caídas que aumentan el caudal, especialmente en épocas de lluvia. 
En su interior se puede observar un salón tallado en piedra por acción del agua y en su techo se observan estalactitas.  En el sitio fueron adaptados unos mesones de piedra con sillas y fogones para que los visitantes puedan preparar sus alimentos. 